# Simmetria assiale nel piano complesso
Lo studio della simmetria assiale nel piano complesso viene proposto attraverso alcuni casi particolari.

## Casi particolari

### Simmetria rispetto all'asse delle ascisseOx
La simmetria rispetto all'asse delle ascisse {\displaystyle Ox} è la trasformazione:
{\displaystyle {\begin{aligned}S_{x}\colon \mathbb {C} &\longrightarrow \mathbb {C} \\z&\longmapsto z'={\overline {z}}\end{aligned}}}
che associa ad ogni numero complesso {\displaystyle z} il suo complesso coniugato {\displaystyle z'={\overline {z}}}.
Infatti, scritto il numero complesso in forma trigonometrica, {\displaystyle z=\rho (\cos \vartheta +i\sin \vartheta )}, si ottiene che 
{\displaystyle z'={\overline {z}}=\rho (\cos(-\vartheta )+i\sin(-\vartheta ))=\rho e^{-i\vartheta }}
che, rappresentato nel piano cartesiano, coincide proprio con il simmetrico di {\displaystyle z} rispetto all'asse delle ascisse {\displaystyle Ox}.
Quindi:
passare da un numero complesso {\displaystyle z} al suo coniugato {\displaystyle {\overline {z}}} significa applicare al punto {\displaystyle P(z)} la simmetria rispetto all'asse delle ascisse {\displaystyle Ox}.

### Simmetria rispetto all'asse delle ordinateOy
La simmetria rispetto all'asse delle ordinate {\displaystyle Oy} è la trasformazione:
{\displaystyle {\begin{aligned}S_{y}\colon \mathbb {C} &\longrightarrow \mathbb {C} \\z&\longmapsto z'=-{\overline {z}}\end{aligned}}}
che associa ad ogni numero complesso {\displaystyle z} l'opposto del suo coniugato {\displaystyle z'=-{\overline {z}}}. 
Infatti se {\displaystyle z=\rho (\cos \vartheta +i\sin \vartheta )}, 
{\displaystyle z'=-{\overline {z}}=e^{i\pi }{\overline {z}}=\rho (\cos(-\vartheta +\pi )+i\sin(-\vartheta +\pi ))=\rho e^{i(-\vartheta +\pi )}}
che, rappresentato nel piano cartesiano, coincide proprio con il simmetrico di {\displaystyle z} rispetto all'asse delle ordinate {\displaystyle Oy}
Quindi:
passare da un numero complesso {\displaystyle z} all'opposto del suo coniugato {\displaystyle -{\overline {z}}} significa applicare al punto {\displaystyle P(z)} la simmetria rispetto all'asse delle ordinate {\displaystyle Oy}.

### Simmetria rispetto alla bisettricey=x
La trasformazione
{\displaystyle {\begin{aligned}S_{y=x}\colon \mathbb {C} &\longrightarrow \mathbb {C} \\z&\longmapsto z'=i{\overline {z}}\end{aligned}}}
che associa ad ogni numero complesso {\displaystyle z} il prodotto {\displaystyle i{\overline {z}}} rappresenta la simmetria rispetto alla bisettrice del primo e del terzo quadrante {\displaystyle y=x}. 
Infatti se {\displaystyle z=\rho (\cos \vartheta +i\sin \vartheta )}, la rappresentazione nel piano cartesiano di
{\displaystyle z'=i{\overline {z}}=e^{i{\pi  \over 2}}{\overline {z}}=\rho \left(\cos \left(-\vartheta +{\pi  \over 2}\right)+i\sin \left(-\vartheta +{\pi  \over 2}\right)\right)=\rho e^{i(-\vartheta +{\pi  \over 2})}}
coincide con il simmetrico di {\displaystyle z} rispetto alla bisettrice {\displaystyle y=x}.
Quindi:
passare da un numero complesso {\displaystyle z} al prodotto {\displaystyle i{\overline {z}}} significa applicare al punto {\displaystyle P(z)} la simmetria rispetto alla retta {\displaystyle y=x}, bisettrice del primo e del terzo quadrante.

### Simmetria rispetto alla bisettricey=-x
La trasformazione
{\displaystyle {\begin{aligned}S_{y=-x}\colon \mathbb {C} &\longrightarrow \mathbb {C} \\z&\longmapsto z'=-i{\overline {z}}\end{aligned}}}
che associa ad ogni numero complesso {\displaystyle z} il prodotto {\displaystyle -i{\overline {z}}} rappresenta la simmetria rispetto alla bisettrice del secondo e del quarto quadrante {\displaystyle y=-x}. 
Infatti se {\displaystyle z=\rho (\cos \vartheta +i\sin \vartheta )}, la rappresentazione nel piano cartesiano di
{\displaystyle z'=-i{\overline {z}}=e^{i{3 \over 2}\pi }{\overline {z}}=\rho \left(\cos \left(-\vartheta +{3 \over 2}\pi \right)+i\sin \left(-\vartheta +{3 \over 2}\pi \right)\right)=\rho e^{i(-\vartheta +{3 \over 2}\pi )}}
coincide con il simmetrico di {\displaystyle z} rispetto alla bisettrice {\displaystyle y=-x}.
Quindi:
passare da un numero complesso {\displaystyle z} al prodotto {\displaystyle -i{\overline {z}}} significa applicare al punto {\displaystyle P(z)} la simmetria rispetto alla retta {\displaystyle y=-x}, bisettrice del secondo e del quarto quadrante.

### Simmetria rispetto alla rettay=y0
Dato {\displaystyle \omega _{0}=2y_{0}i}, la trasformazione
{\displaystyle {\begin{aligned}S_{y=y_{0}}\colon \mathbb {C} &\longrightarrow \mathbb {C} \\z&\longmapsto z'={\overline {z}}+\omega _{0}={\overline {z}}+2y_{0}i\end{aligned}}}
che associa ad ogni numero complesso {\displaystyle z} il numero complesso {\displaystyle {\overline {z}}+2y_{0}i} rappresenta la simmetria rispetto alla retta {\displaystyle y=y_{0}}.
Infatti nella trasformazione in questione è immediato riconoscere l'operazione di coniugato, che realizza la simmetria rispetto all'asse delle {\displaystyle x}, e la somma di numeri complessi, che realizza la traslazione.
Se {\displaystyle z=x+iy}, allora 
{\displaystyle {\overline {z}}=x-iy}
e 
{\displaystyle {\overline {z}}+2y_{0}i=x-iy+2y_{0}i=x+i(2y_{0}-y)}
il che equivale a 
{\displaystyle {\begin{cases}x'=x\\y'=2y_{0}-y,\end{cases}}}
equazioni della simmetria assiale rispetto alla retta {\displaystyle y=y_{0}}.
Quindi:
passare da un numero complesso {\displaystyle z} al numero complesso {\displaystyle z'={\overline {z}}+2y_{0}i} significa applicare al punto {\displaystyle P(z)} la simmetria rispetto alla retta di equazione {\displaystyle y=y_{0}}.

### Simmetria rispetto alla rettax=x0
Dato {\displaystyle t=2x_{0}i}, la trasformazione
{\displaystyle {\begin{aligned}S_{x=x_{0}}\colon \mathbb {C} &\longrightarrow \mathbb {C} \\z&\longmapsto z'=-{\overline {z}}+t=-{\overline {z}}+2x_{0}\end{aligned}}}
che associa ad ogni numero complesso {\displaystyle z} il numero complesso {\displaystyle -{\overline {z}}+2x_{0}i} rappresenta la simmetria rispetto alla retta {\displaystyle x=x_{0}}.
Infatti nella trasformazione in questione è immediato riconoscere l'operazione dell'opposto del coniugato, che realizza la simmetria rispetto all'asse delle {\displaystyle y}, e la somma di numeri complessi, che realizza la traslazione.
Se {\displaystyle z=x+iy}, allora 
{\displaystyle {\overline {z}}=x-iy}
e 
{\displaystyle -{\overline {z}}+2x_{0}i=-x+iy+2x_{0}i=(2x_{0}-x)+iy}
il che equivale a 
{\displaystyle {\begin{cases}x'=2x_{0}-x\\y'=y,\end{cases}}}
equazioni della simmetria assiale rispetto alla retta {\displaystyle x=x_{0}}.
Quindi:
passare da un numero complesso {\displaystyle z} al numero complesso {\displaystyle z'=-{\overline {z}}+2x_{0}} significa applicare al punto {\displaystyle P(z)} la simmetria rispetto alla retta di equazione {\displaystyle x=x_{0}}.